# Vlachovice (Vysočina)
Vlachovice (in tedesco Wlachowitz) è un comune ceco situato nel distretto di Žďár nad Sázavou, nella regione di Vysočina.